# Wauseon
Wauseon est une ville de l'État de l'Ohio, aux États-Unis. Elle est le siège du comté de Fulton.

## Démographie
Wauseon était peuplée, lors du recensement de 2010, de 7 332 habitants.

## Source
- (en) Cet article est partiellement ou en totalité issu de l’article de Wikipédia en anglais intitulé « Wauseon, Ohio » (voir la liste des auteurs).